# Вищинский замок
Вищинский замок (бел. Вішчынскі замак) — раннефеодальный замок, существовавший в XII—XIII веках на правом берегу Днепра между деревнями Вищин и Кистени Рогачёвского района Гомельской области Белоруссии.

## Описание
Вищинский замок занимал площадь 0,3 га на высокой правобережной террасе Днепра, крутой обрыв которого оборонял замок со стороны реки. Кроме этого укрепления дополнительно были усилены тремя параллельными валами и рвами, высотой до трёх метров.

## Археологические исследования
Городище замка известно с 1873 года. Его археологические исследования проводили: С. Ю. Чаловский (1880-е г.), А. Н. Лявданский (1931 г.), Ю. В. Кухаренко (1950 г.), О. Н. Мельниковская (1956 г.), Э. М. Загорульский (1976—1985 г.).
Данные раскопок свидетельствуют о том, что городище построено на месте стоянок эпохи мезолита и раннего неолита. Проведенные исследования выявили на гребне основного (внутреннего) вала остатки обгорелой деревянной стены, выполненной из горизонтально уложенных брёвен, укреплённых через каждые 5 метров короткими поперечными деревянными вставками. У подножия вала найдены остатки ещё одной стены, сделанной из деревянных досок.
Внутри замка обнаружены остатки не менее 10 различных построек, в том числе в некоторых из них выявлены остатки полов и разрушенных печей. В северной части площадки замка найден амбар с обгорелым зерном, в юго-западной части — ювелирные мастерские. Во время раскопок обнаружены различные предметы: хозяйственный инвентарь, приспособления ювелирного дела, украшения из цветных и драгоценных металлов, предметы военной экипировки и конская упряжь, посуда и множество бытовых вещей. Найденная при исследовании городища свинцовая печать Мстислава Ростиславича Храброго свидетельствует о связи замка со смоленской княжеской династией.
По мнению археологов наличие мощных укреплений, небольшие размеры замка, большое количество найденного оружия и амуниции, дорогих импортных вещей позволяет отнести городище к типу феодальных усадеб-замков.

## Вищинский клад
Вищинский клад найден в 1979 году при исследовании крепостной стены и состоит из двух частей: вещевой и денежной. Вещевая часть представлена различными серебряными женскими украшениями: колтами, подвесками, браслетами и другими предметами. Денежная часть клада состоит из серебряных гривен: 6 — киевского типа, 2 — новгородского типа, 8 целых и 2 обрубков литовского типа. Общий вес клада — около 2 килограмм. В данный момент предметы вищинского клада находятся в нумизматической экспозиции лаборатории музейного дела исторического факультета Белорусского государственного университета.